# Єкулсаурглювур
65°55′44″ пн. ш. 16°32′13″ зх. д. / 65.928888888889° пн. ш. 16.536944444444° зх. д.
Єкулсаурглювур (ісл. Jökulsárgljúfur) — національний парк в Ісландії, розташований на півночі країни навколо річки Єкулса-а-Ф'єтлум. 
Заснований 1973 року.
Парк розташований на північ від відомого водоспаду Деттіфосс.
Окрасою національного парку є його хаотичний каньйон та вулканічні гори. Біля 8000 років до заснування парку, вулкан зазнав виверження безпосередньо під річкою. Це спричинило потужні вибухи через поєднання вогню, газу і води. Гори навколо річки були підірвані і від них залишилися лише руїни змішані з лавовими утвореннями. Саме це зробило парк таким неоднорідним.
Центром парку є Гльйоударклєттар (скеля відлунь). Ройзголяр (червоний пагорб) є найкрасивішою горою парку через своє особливе забарвлення. (фото) 
Іншим видовищем є каньйон Аусбіргі на півночі парку, який має вигляд кінської підкови.

## Галерея

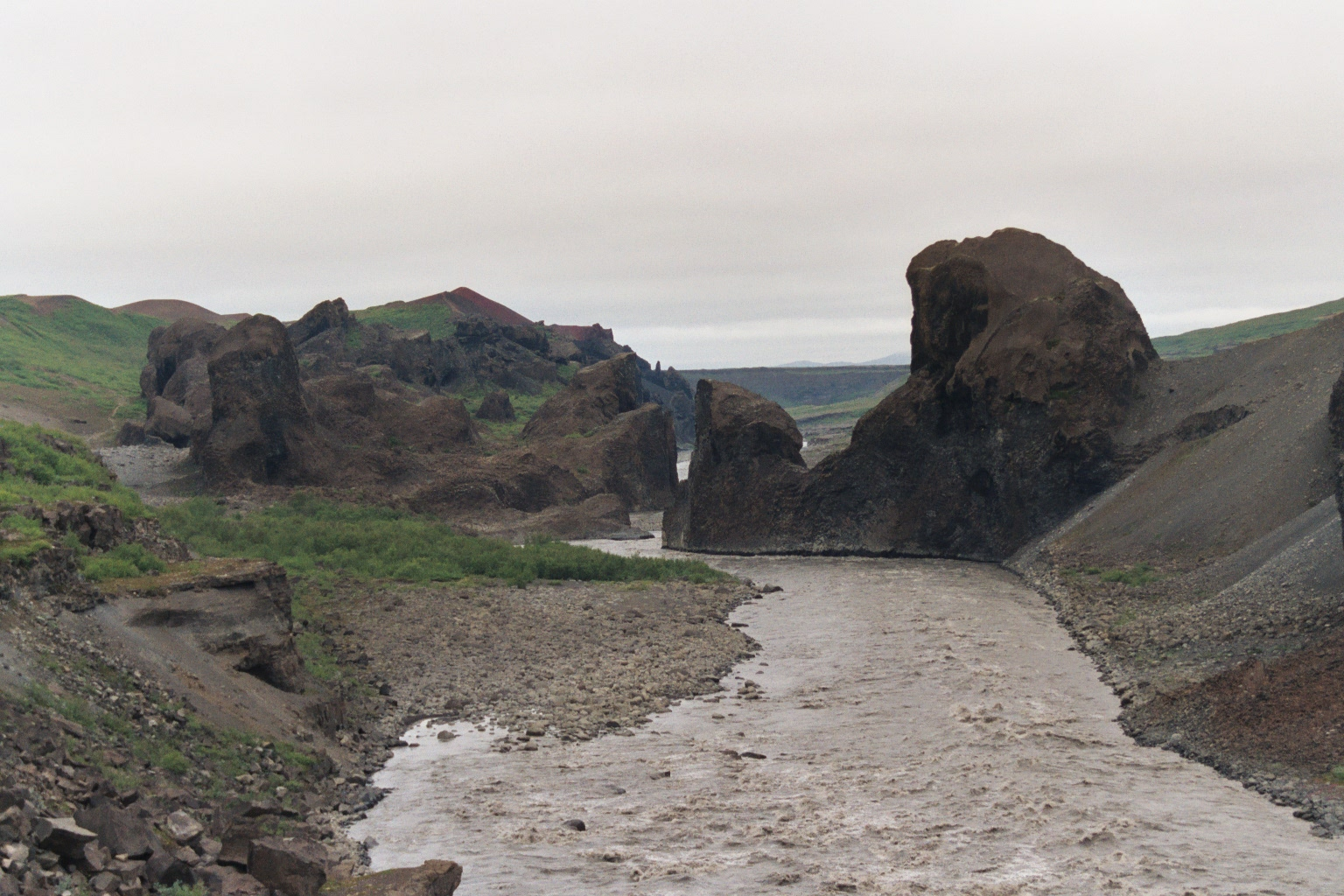
Хаотичний краєвид регіону Червоних Пагорбів (ісл. Rauðhólar)
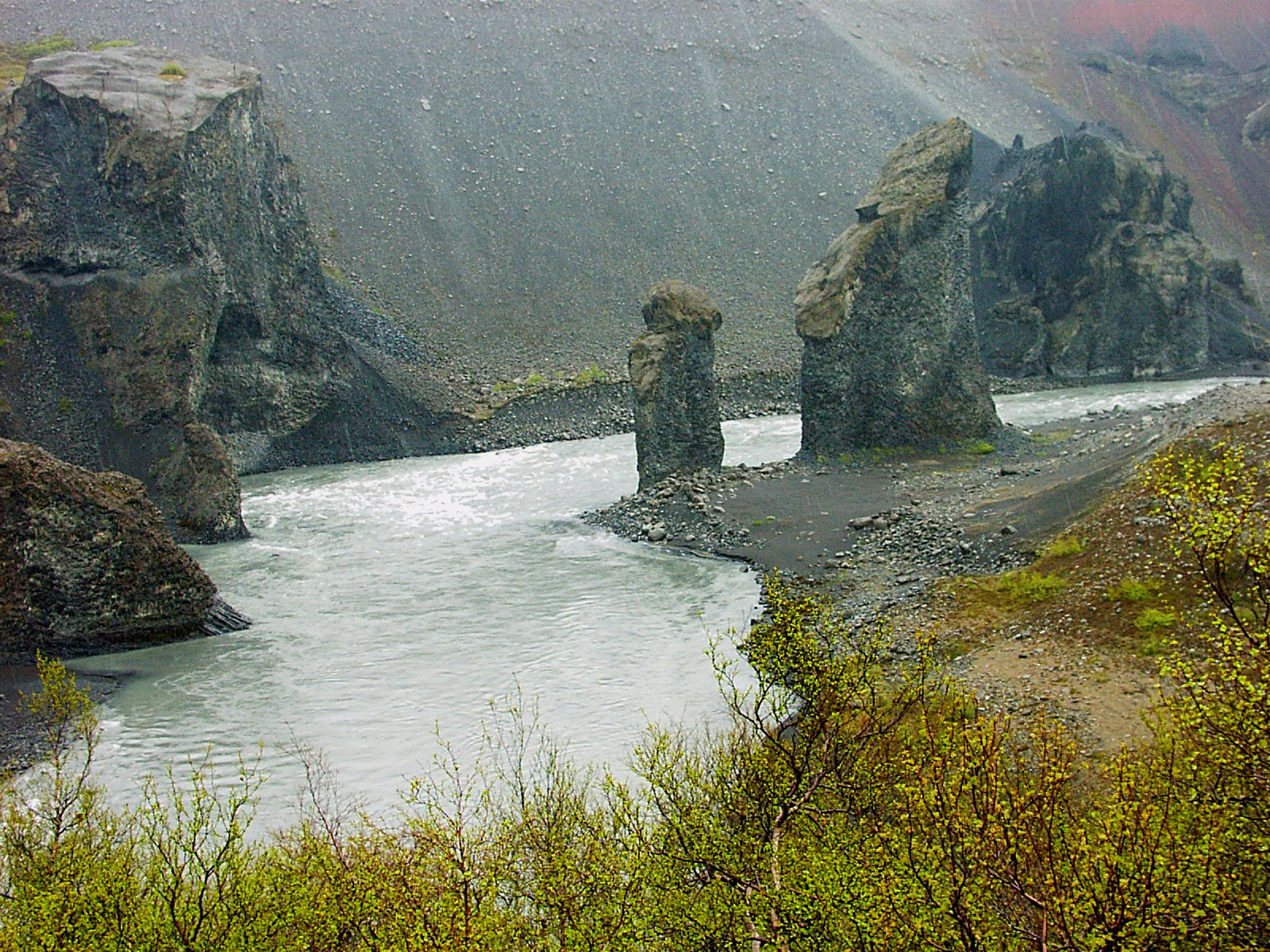
Катль і Кетлінг (чоловік і жінка)
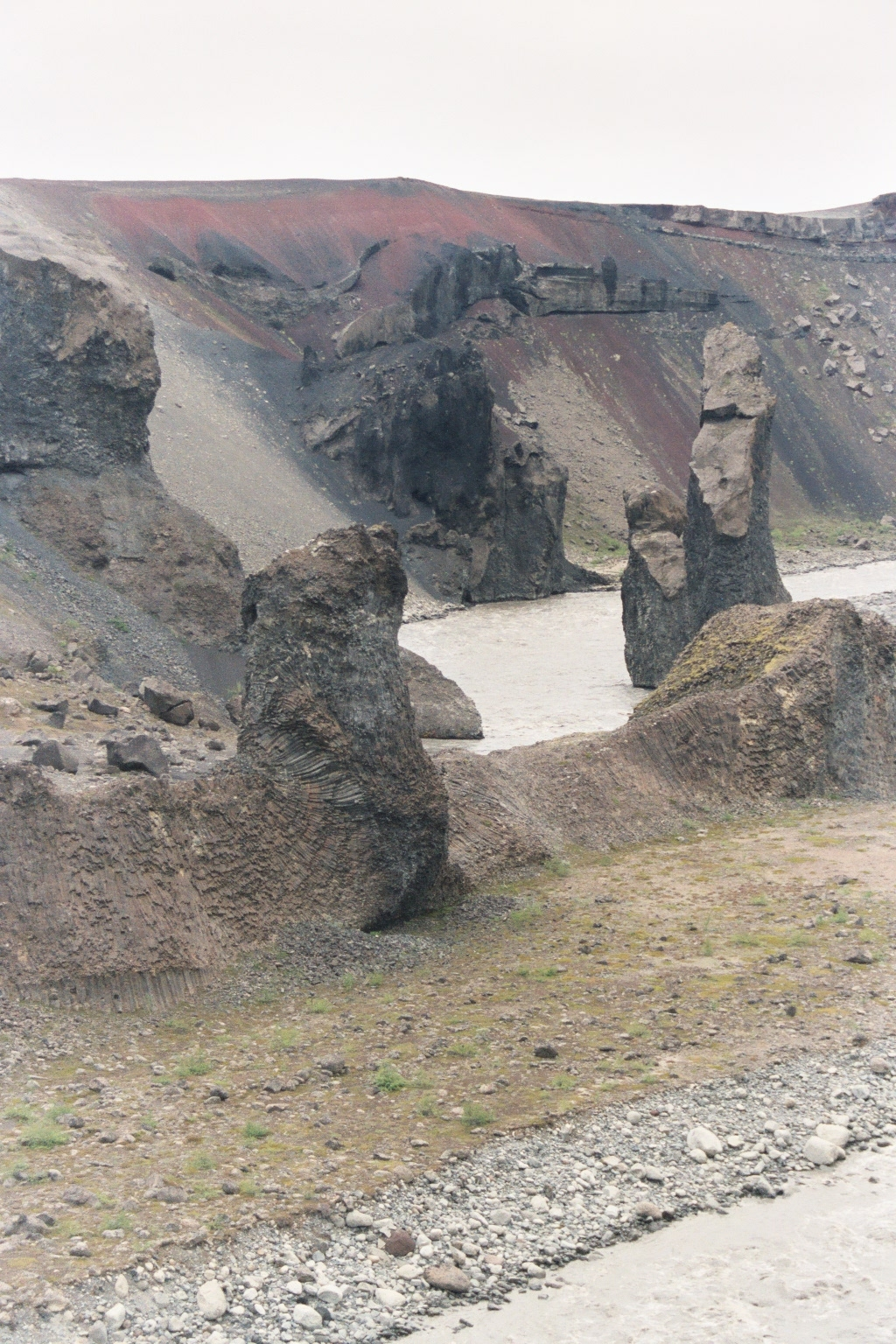
Червоні скали
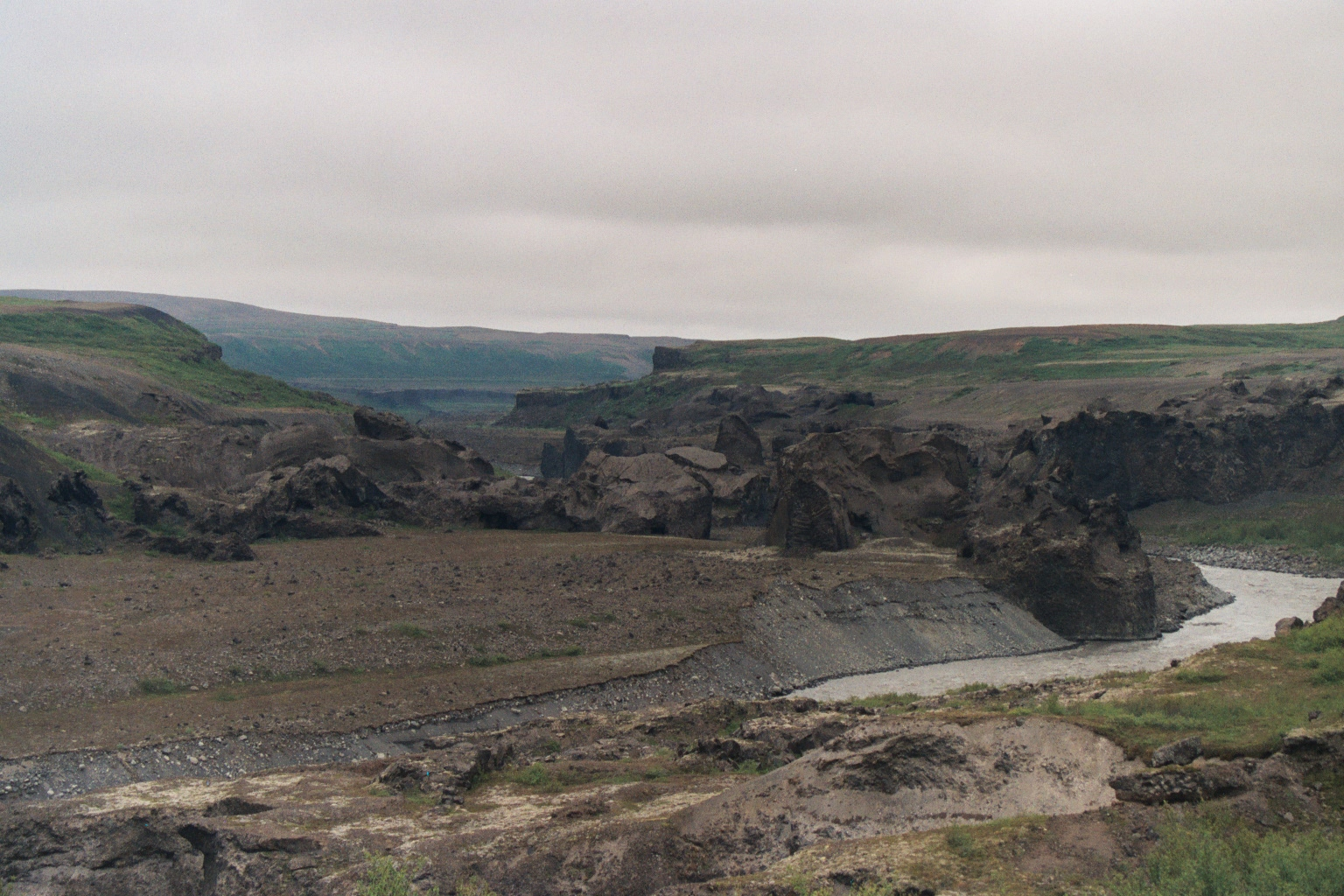
Хаотичний краєвид регіону Червоних Пагорбів (ісл. Rauðhólar)